# 中辻清貴
中辻清貴（1981年〈昭和56年〉4月6日- ）は、日本の漁師。中辻漁業部代表、SeaTech株式会社代表。大阪府堺市生まれ、 兵庫県育ち、北海道利尻島在住。養殖利尻昆布の生産を主業とする。

## 来歴

### 生い立ち
大阪府堺市に5人兄弟の次男として生まれる。小学校5年生の頃から野球に親しみ、中学校は西脇市立西脇中学校、高校は私立滝川第二高等学校に進学し、いずれも野球部に所属した。その後、九州東海大学へ進学した。

### 利尻島への移住
大学卒業後は神戸の不動産会社に勤務。在職中に業務の一環で北海道利尻島を訪れた際、現地の利尻昆布に強い関心を抱き、漁業への転身を志すようになる。2010年6月、利尻島へ移住し、本格的に昆布漁師としての修業を始めた。

### 中辻漁業部を設立
利尻島に移住した後、地元の漁師・横山利彦のもとで修業を積み、野球部時代に培った体力と忍耐力を活かして昆布漁の技術を習得した。横山の体調不良に伴い事業を継承し、独立する形で2011年10月に中辻漁業部を立ち上げた。

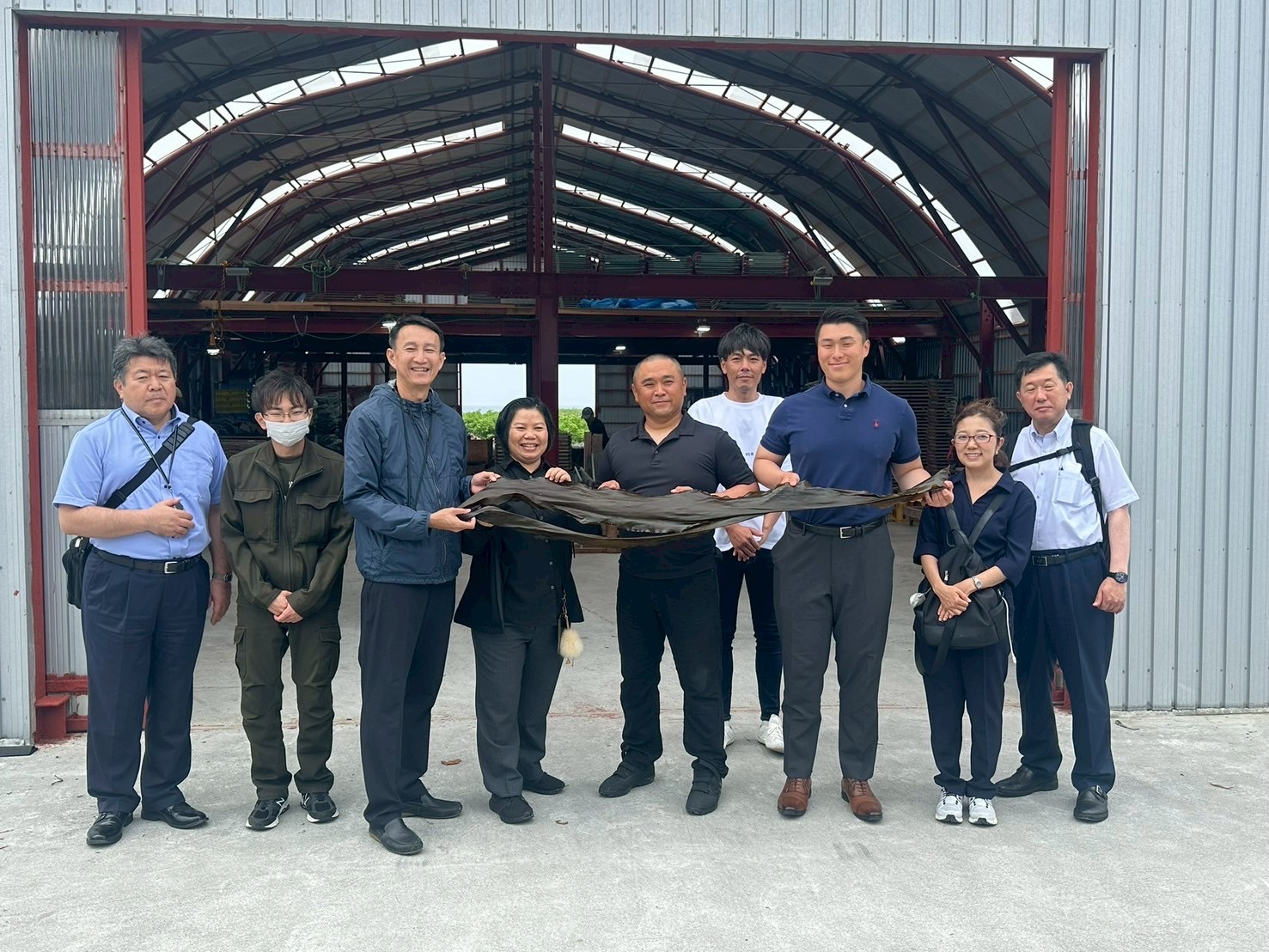
大型乾燥施設にて利尻昆布を抱える中辻清貴とその周囲の人々

「漁師は頭を使え」という師の教えを受け継ぎ、生産効率や品質向上を重視した経営を行っている。特に、大型乾燥施設を導入し天候に左右されず作業できる環境を整えたほか、乾きムラが生じない空気循環や室温調整に薪ストーブを設置するなど、創意工夫で効率化とコストの削減、作業の平準化などに取り組み、盛漁期には15〜20人規模の雇用を生み出す体制も整えている。

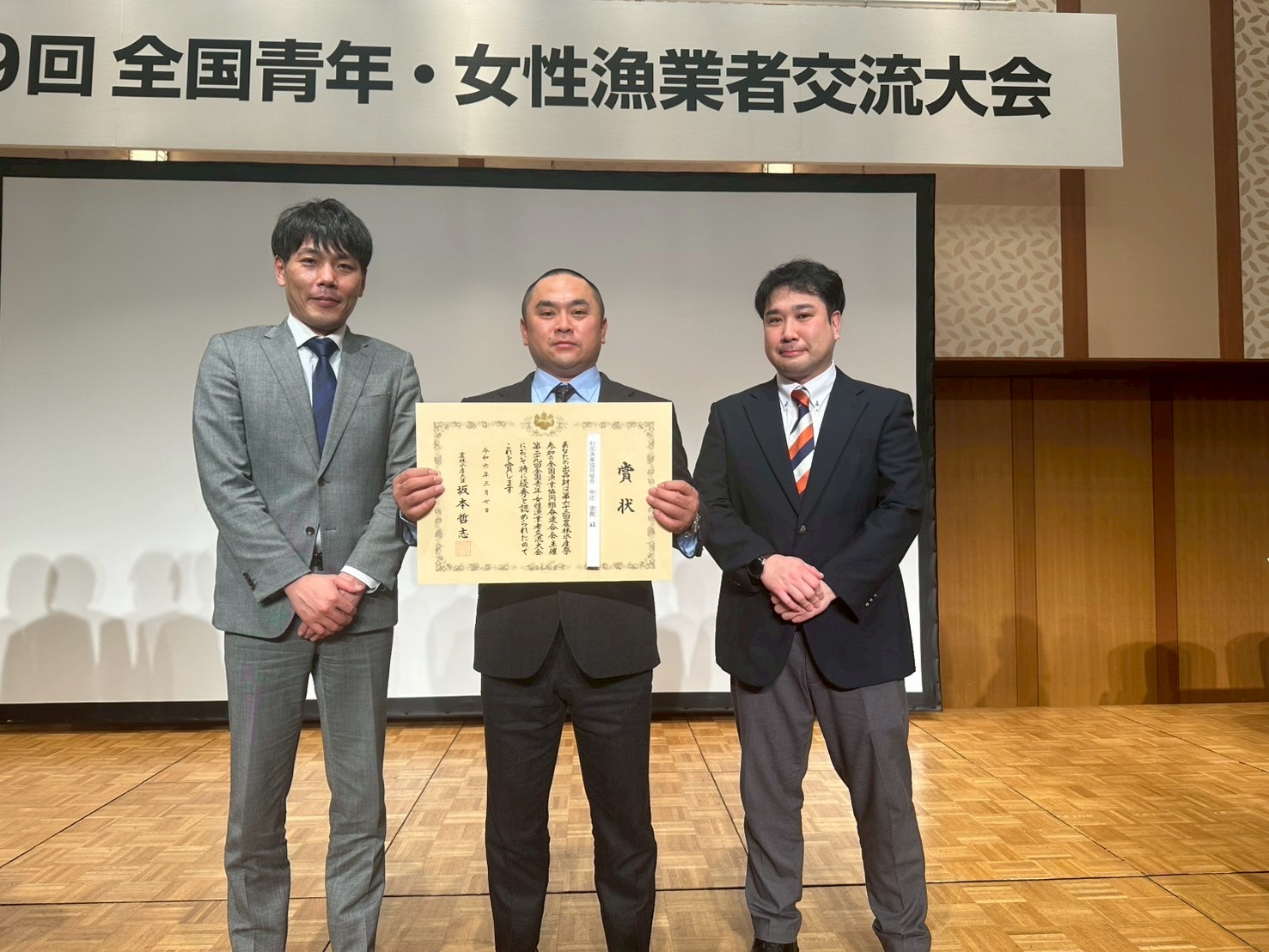
第29回全国青年・女性漁業者交流大会授賞式での中辻清貴

こうした取り組みが評価され、2024年3月には「第29回全国青年・女性漁業者交流大会」において漁業経営改善部門の農林水産大臣賞を受賞した。

### SeaTech株式会社を設立
SeaTech株式会社は2023年11月に中辻清貴が設立した、民間企業初の促成昆布種苗子（しゅびょうし）の計画的生産を目的とする法人である。
設立の背景には、近年顕著化している海水温上昇の影響がある。海水温の上昇により、従来一般的であった2年周期（越年型）の養殖スケジュールに支障が生じているほか、夏季の高水温期における種苗子の致死リスクが増大しており、従来型の種苗供給体制のみでは安定的な生産が困難となりつつある。
このような環境変化に対応するため、同社では高水温耐性を考慮した促成型養殖技術の開発と普及を推進。促成による短期育成により生産サイクルの柔軟化および拡張を可能にし、地域養殖業における人的資源不足の緩和や、生産性向上への貢献も期待されている。
2024年11月、促成昆布種苗子の試験開発に成功。現在は養殖現場における適応性検証および生産体制の構築段階にあり、将来的な本格生産および市場流通を視野に入れている。

## 現職
- 中辻漁業部代表
- SeaTech株式会社　代表取締役

## 主な受賞歴
- 2024年3月：第29回全国青年・女性漁業者交流大会 漁業経営改善部門 農林水産大臣賞[4]
- 2024年度（第63回）：農林水産祭水産部門 天皇杯（最高位）[5]

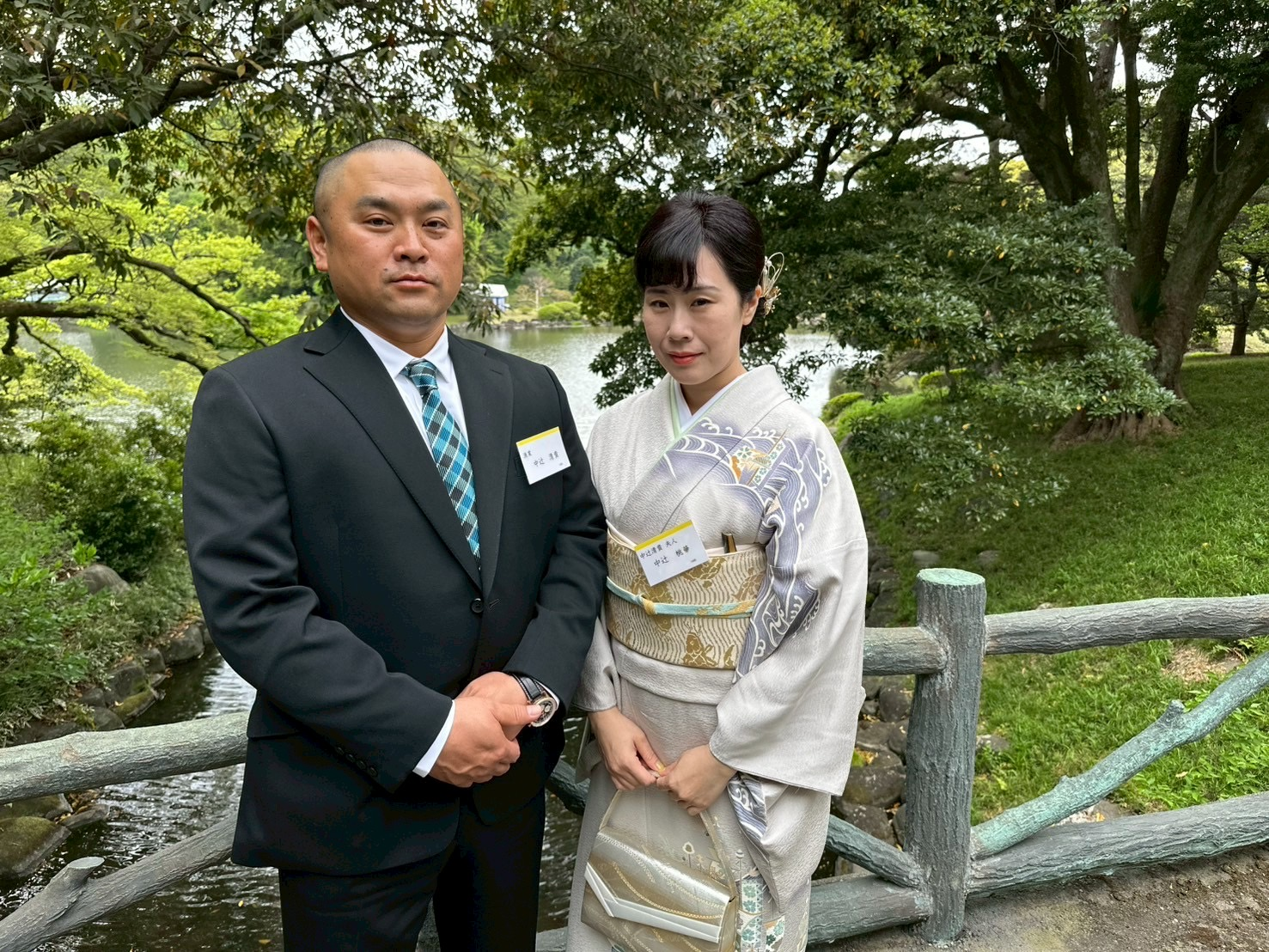
2025年4月22日　春の園遊会2025年に出席した中辻清貴（左）と桃華夫人（右）

※天皇杯受賞は利尻島において前例がなく、地域の昆布漁業の発展と新技術導入が高く評価された。